# Mohamed Nasheed
Mohamed Nasheed (tiếng Dhivehi: މުހައްމަދު ނަޝީދު) (sinh ngày 17 tháng 5 năm 1967) là một chính trị gia Maldives và người sáng lập của Đảng Dân chủ Maldives, ông là Tổng thống 4 của Maldives giai đoạn 2008-2012. Ông là một ứng cử viên tổng thống trong cuộc bầu cử tháng 10 năm 2008, trong đó ông đánh bại vị tổng thống tại vị trong thời gian dài Maumoon Abdul Gayoom ở vòng thứ hai. Ông tuyên thệ nhậm chức làm Tổng thống vào ngày 11 tháng 11 năm 2008. Ông từ chức vào ngày 7 tháng 2 năm 2012, sau nhiều tuần biểu tình công cộng.
Nasheed bị giam tù vì một bài báo trong tạp chí chính trị Sangu, xuất bản năm 1990, trong đó ông cáo buộc chính phủ Maldives đã gian lận trong cuộc tổng tuyển cử năm 1989.
Do vụ giam tù này, ông đã được Tổ chức Ân xá Quốc tế đưa vào nhóm tù nhân lương tâm vào năm 1991. Sau khi bị giam trong biệt giam và tra tấn, ông bị buộc tội giấu thông tin về một âm mưu đánh bom. Ngày 08 tháng 4 năm 1992, ông đã bị kết án ba năm tù về tội đó. Ông được thả vào tháng 6 năm 1993, sau đó lại bị bắt vào năm 1994 và 1995. Năm 1996, ông đã bị kết án hai năm tù cho một bài báo ông đã viết về các cuộc bầu cử Maldives năm 1993 và 1994.

## Quan điểm
Khi không còn là tổng thống, ông đã bày tỏ quan điểm về việc cáo buộc Trung Quốc chiếm đất ở quần đảo này thông qua việc thuê bất động sản và xây dựng cơ sở, đe dọa chủ quyền quốc gia, phía Trung Quốc đã thuê trọn ít nhất 16 trong số hơn 1.190 đảo san hô của Maldives, từ đó cho xây nhiều cảng và công trình khác và vì chủ nợ lớn nhất của Maldives là Trung Quốc (chiếm khoảng 80%) nên có thể dẫn đến kết cục là nước này phải giao thêm đảo cho Trung Quốc nếu không có khả năng trả nợ. Ông tuyên bố: "Hành động của Trung Quốc là chiếm đất. Đây là một kiểu thực dân và chúng ta không thể để nó diễn ra. Tôi muốn những nước trong khu vực hãy cùng lên tiếng chống lại sự bành trướng của Trung Quốc. Chúng ta không chống lại nước nào hay chống lại đầu tư nước ngoài, nhưng chúng ta chống lại những hành động xâm phạm chủ quyền"